# Loïc Lupon
Loïc Lupon (Fort-de-France, Martinica, 24 de diciembre de 1977) es un exfutbolista de Martinica que jugaba en la posición de delantero.

## Carrera

### Club
| Periodo   | Club             |
| --------- | ---------------- |
| 2000-2002 | Golden Star      |
| 2002-2003 | Club Franciscain |
| 2003-2004 | Golden Star      |
| 2004-2019 | Club Franciscain |

### Selección nacional
Jugó para Martinica en 11 ocasiones de 2001 a 2002 y anotó dos goles; participó en tres partidos de la Copa de Oro de la Concacaf 2002.

## Logros
- Campeonato Nacional de Martinica (10): 2002-03, 2004–05, 2005–06, 2006–07, 2008–09, 2012–13, 2013–14, 2016–17, 2017–18, 2018–19
- Copa de Martinica (7): 2002, 2004, 2005, 2007, 2008, 2012, 2018
- Trofeo del Consejo General (9): 2002, 2004, 2006, 2007, 2008, 2009, 2017, 2018, 2019
- Copa DOM (3): 2003, 2006, 2007
- Copa de Campeones de Ultramar (1): 2008
- Liga de las Antillas (4): 2004, 2005, 2007, 2008
- CFU Club Shield (1): 2018